# هوهنر
هوهنر (انگلیسی: Hohner) شرکت تجهیزات موسیقی آلمانی است، که در سال ۱۸۵۷ تأسیس شد.